# Поморије
Поморије (буг. Поморие) град је у Републици Бугарској, у источном делу земље, седиште истоимене општине Поморије у оквиру Бургаске области.
Поморије је познато летовалиште на обали Црног мора, које радо посећују и људи из Србије.

## Географија
Положај: Поморије се налази у источном делу Бугарске. Од престонице Софије град је удаљен 420 km источно, а од обласног средишта, Бургаса град је удаљен 20 km источно.
Рељеф: Област Поморија се налази на бугарској обали Црног мора. Градско приобаље чини низ плажа, а у позадини се издижу прва брда Старе планине.
Клима: Клима у Поморију је измењено континентална клима са утицајем мора.
Воде: Поморије је смештено на омањем полуострву Црног мора.

## Историја
Област Поморија је првобитно било насељено Трачанима, а после њих овом облашћу владају стари Рим и Византија. Јужни Словени ово подручеје насељавају у 7. веку. Од 9. века до 1373. године област је била у саставу средњовековне Бугарске.
Крајем 14. века област Поморија је пала под власт Османлија, који владају облашћу 5 векова. Град се тада назива Анхијал и био је махом насељен Грцима.
1885. године град је постао део савремене бугарске државе. Насеље постоје убрзо средиште окупљања за села у околини, са више јавних установа и трговиштем.

## Становништво
По проценама из 2007. године Поморије је имало око 14.000 становника. Огромна већина градског становништва су етнички Бугари. Остатак су махом Роми. Последњих година град расте због положаја на мору и бугарској ривијери.
Претежна вероисповест месног становништва је православље.

## Галерија
- Градско читалиште
- Базар у граду
- Трачанска гробница у позађу Поморија
- Станоградња у Поморију